# 考珀氏小褐鱈
考珀氏小褐鱈，為輻鰭魚綱鱈形目稚鱈科的其中一種，分布於西大西洋加勒比海至巴西南部海域，深度260-365公尺，為深海魚類，體長可達22.4公分，棲息在底層水域，生活習性不明。

## 扩展阅读
維基物種上的相關：考珀氏小褐鱈